# کوره تشعشعی
کوره تشعشعی به کوره‌هایی گفته می‌شود که شعله به صورت جریانی از روی سطح شارژ حرکت می‌کند و در اثر تشعشع شعله، شارژ ذوب می‌گردد. کوره‌های تشعشعی (انعکاسی)، معمولاً در دو نوع ثابت و دوار (کوره در حین عملیات ذوب، دوران و چرخش دارد) مورد استفاده قرار می‌گیرند. کوره تشعشعی ثابت برای ذوب فلزات و آلیاژهای غیر آهنی به کار می‌رود. کوره‌های تشعشعی نوع دوار به‌طور گسترده‌ای برای ذوب چدن، با ظرفیت‌های ۳۰۰ کیلوگرم به بالا به کار می‌رود.

## مزیت‌ها و محدودیت‌ها

### مهم‌ترین مزیت‌های کوره‌های تشعشعی[۱]
- امکان تهیه مذاب با مقادیر زیاد (بالا بودن ظرفیت مذاب به ویژه در مقایسه با نوع (کوره دوار)
- برخوردای از راندمان حرارتی بیشتر (مقدار راندمان این کوره‌ها نیز در مقایسه با کوره‌های دوار بیشتر است)
- پخش همسان درجه حرارت و ترکیب شیمیایی به دلیل به هم خوردن مذاب (در نوع دوار کوره‌های تشعشعی)

### محدودیت‌های کوره‌های تشعشعی
- دشوار بودن کنترل واکنش‌های شیمیایی میان مذاب و محصولات احتراق
- تماس مستقیم شعله با مذاب و سوختن مقداری از عناصر اصلی موجود در مذاب (کربن و سیلیسیم در چدن‌ها)